# 全州飛行場
全州飛行場（チョンジュひこうじょう、朝鮮語: 전주비행장）は、大韓民国全北特別自治道全州市にある飛行場である。
一時期は大韓航空によって旅客輸送を運営したことがあったが、今では軍用にのみ使用される。現在は全北特別自治道で民間航空機が就航する空港は群山空港だけである。